# Haltsu
Haltsu (en francès i oficialment Halsou) és un municipi d'Iparralde al territori de Lapurdi, que pertany administrativament al departament dels Pirineus Atlàntics (regió de la Nova Aquitània).
La comuna és recorreguda pel curs del riu Niva, afluent de l'Ador. Limita al nord amb Jatsu, amb Hazparne a l'est, Kanbo al sud-est i Larresoro al sud-oest.

## Demografia
| 1901                                                                                         | 1962 | 1968 | 1975 | 1982 | 1990 | 1999 |
| -------------------------------------------------------------------------------------------- | ---- | ---- | ---- | ---- | ---- | ---- |
| 316                                                                                          | 283  | 290  | 324  | 376  | 443  | 503  |
| A partir de 1962 només es comptabilitzen els habitants empadronats exclusivament a la comuna |      |      |      |      |      |      |